# Cleveland Abbe
Cleveland Abbe (New York, 3 december 1838 - Washington, 29 december 1916) was een Amerikaans meteoroloog en astronoom, directeur van het observatorium van Cincinnati en vervolgens hoogleraar in de meteorologie aan de universiteit van Washington.
Hij leidde verscheidene expedities in verband met het waarnemen van eclipsen. Zijn bekendheid dankt hij voornamelijk aan het oprichten van weerkundige diensten in de VS en aan het uitwerken van een theorie over de weersvoorspelling.
- Bibsys: 2075834
- Bibliothèque nationale de France: cb122785116 (data)
- Catàleg d'autoritats de noms i títols de Catalunya: 981060914250306706
- CiNii: DA05244829
- Gemeinsame Normdatei: 116238720
- International Standard Name Identifier: 0000 0001 1035 3334
- Library of Congress Control Number: n86857891
- National Archives and Records Administration: 10570841
- Nationale bibliotheek van Australië: 35712425
- Nationale Bibliotheek van Israël: 987007368831705171
- Nederlandse Thesaurus van Auteursnamen: 075181029
- Réseau des bibliothèques de Suisse occidentale: 02-A002903172
- Istituto Centrale per il Catalogo Unico: TO0V470226
- SNAC: w63s1j14
- Système universitaire de documentation: 031602193
- Museum of New Zealand Te Papa Tongarewa: 42227
- Trove: 1053374
- Virtual International Authority File: 2532755
- WorldCat: E39PBJqQyfqp6dWgfvwYrtkqwC